# Rueda de Jalón
Rueda de Jalón ist ein Ort und eine Gemeinde (municipio) mit 325 Einwohnern (Stand: 2024) im Zentrum der Provinz Saragossa in der Autonomen Region Aragonien im Nordosten Spaniens.

## Lage und Klima
Der Ort Rueda de Jalón liegt auf dem Ostufer des Río Jalón gut 50 km (Fahrtstrecke) westlich der Provinzhauptstadt Saragossa in einer Höhe von ca. 300 m. Das Klima ist gemäßigt bis warm; der eher spärliche Regen (ca. 385 mm/Jahr) fällt übers Jahr verteilt.

## Bevölkerungsentwicklung
| Jahr      | 1857 | 1900 | 1950 | 2000 | 2017 |
| Einwohner | 856  | 898  | 946  | 353  | 316  |

Aufgrund zunehmender Trockenheit, der Mechanisierung der Landwirtschaft, der Aufgabe bäuerlicher Kleinbetriebe und des daraus resultierenden geringeren Arbeitskräftebedarfs auf dem Land ist die Zahl der Einwohner seit der Mitte des 20. Jahrhunderts stark rückläufig.

## Wirtschaft
Die Einwohner des Ortes waren jahrhundertelang im Wesentlichen Selbstversorger; Lebensmittelgeschäfte oder Märkte gab es nicht bzw. nur selten. Auch die wenigen Händler, Handwerker und Dienstleister versorgten sich im Wesentlichen selbst mit allem Lebensnotwendigen. Erst durch die Verbesserung der Infrastruktur in der zweiten Hälfte des 20. Jahrhunderts verbesserte sich die Situation.

## Geschichte
In römischer Zeit lag der Ort an der Verbindungsstraße von Emerita Augusta (Mérida) über Augusta Bilbilis (Calatayud) nach Caesaraugusta (Saragossa). Im 8. Jahrhundert wurde die Gegend von arabisch-maurischen Heeren überrannt; später machte sich der in Rueda ansässige Berberstamm der Banu-Hud quasi unabhängig. Um das Jahr 1119 konnten die Mauren unter Alfons I. von Aragón nach Süden abgedrängt werden (reconquista). Im Jahr 1366 wurde Rueda von Peter IV. von Aragón zur Vizegrafschaft erhoben. Im Hoch- und Spätmittelalter wechselte die Kleinstadt wiederholt den Grundherrn.

## Sehenswürdigkeiten

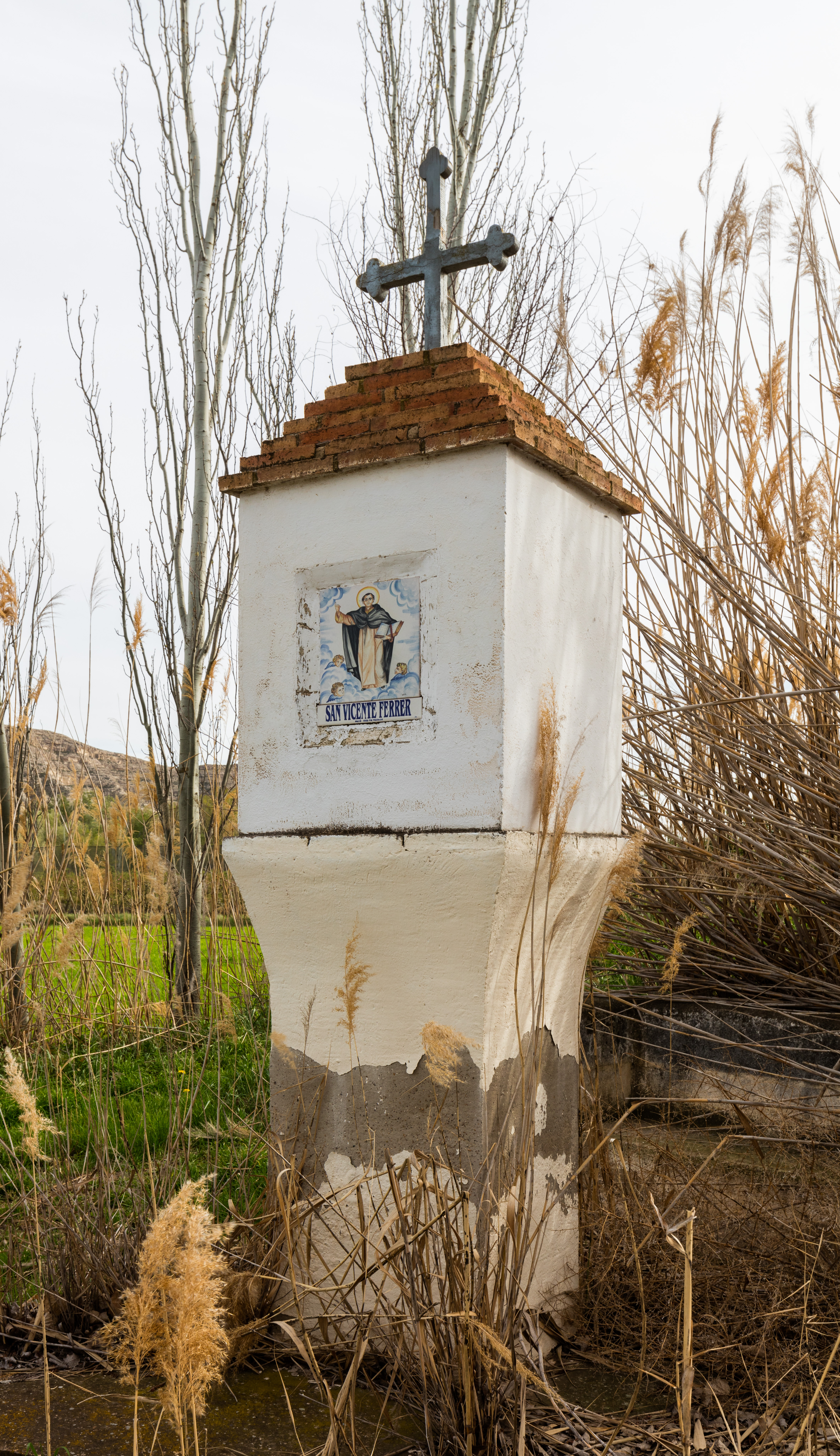
Rueda de Jalón – Peirón de San Vicente

- Eine Festung (hisn) gab es wohl schon in maurischer Zeit. Die Ruinen einer mittelalterlichen Burg (castillo) erheben sich auf einem Felsen ca. 50 m oberhalb des Ortes. Wechselnde Grundbesitzer nahmen über Jahrhunderte immer wieder Modernisierungen oder Einbauten vor. Die beiden Turmreste auf der Spitze des Felsens werden als Dos Hermanas („zwei Schwestern“) bezeichnet und finden sich im Ortswappen wieder.[5][6]
- Die einschiffige Kirche Santa Ana ist ein unscheinbarer Bau des 16. und des 18. Jahrhunderts mit polygonal gebrochener Apsis. Völlig zeituntypisch ist der ungegliederte Glockenturm (campanar). Kirchenschiff und Apsis sind von Sterngewölben bedeckt.[7]

Umgebung
- Ein Bildstock (Peirón de San Vicente) steht in den umliegenden Feldern.